# Forgus
Forgus var ett svenskt varv i Ellös på Orust, där Hugo Samuelsson byggde segelbåtar. 
Varvet gick i konkurs första gången på 1980-talet, men flyttades då till Henån under namnet Forgus Yacht. Dess produktion upphörde omkring 2000 efter flera konkurser. Varvet återuppstod 2002 efter att Henrik Åhman, båtbyggare och anställd på varvet, köpt rättigheterna. Tillverkningen av segelbåtar var därefter sporadisk sedan dess, med tillverkningen framför allt av den egenkonstruerade Manholm Daycruiser & styrpulpetaren. Manholmmarin AB, John Roslund och Petri Karvonen förvärvade rättigheterna till Manholm Daycruiser WA och Styrpupetaren februari 2017. 

## Båtarna
Forgusbåtarna har alla klassiska attribut för orustbyggen som till exempel inredningar i gedigen mahogny och däck i teak, samtidigt som byggena avviker från andra samtida orustbyggen genom att vara fenkölade med mycket goda segelegenskaper. 
Segelegenskaperna och byggenas kvalitet gör Forgus båtar fortfarande populära bland framförallt skandinaviska långseglare då de är konstruerade och byggda för att klara världshaven.
Båtarna är byggda i relativt små serier, någon egentlig serieproduktion förekom aldrig och beställarens egna önskemål spelade stor roll vid bygget, varför de bör betraktas som individer där ingen är den andra lik i alla detaljer, grundkonstruktionen är dock samma på alla modeller:
- Skrov i handupplagd glasfiber, sandwichkonstruktion på senare båtar ovan vattenlinjen med balsa som distansmaterial och solid plast under vattenlinjen i varierande tjocklek. Äldre båtar hade divinycell som distansmaterial i däcket.
- Inplastade bottenstockar.
- Fenköl i bly, vingköl som tillval på senare modeller.
- Genomgående mastheadrigg som står på kölen.[förtydliga]

### Modeller
- Forgus 31. 31:an ritades som en halvtonnare för havskappsegling. Den första båten byggdes 1973 och konstruerades av Lars Hedberg tillsammans med Holger Formgren, havskappseglare och Jarl Petterson, segelmakare.  De yttre måtten är 9,30 * 3,20 meter, vikt cirka 4 ton varav 1800 kilo i kölen och ett lys-tal på 1,09, SRS 1,091. Tidiga 31:or (tillverkade innan ~1978) känns igen på mindre rutor i överbyggnaden och toalett direkt nedanför nedgångstrappen medan nyare båtar har större rutor och toalett mellan förpik och salong. Även pentryts layout förändrades mellan åren.

- Forgus 321. Under tidigt åttiotal förlängdes 31:an med en fot i fören och blev därmed 32-fotaren Forgus 321 med en totallängd av 9,50 meter, bredden förblev 3,20 medan vikten ökade till cirka 5 ton varav 2 sitter i kölen. Lystalet var 1,11, medan SRS-talet år 2013 är 1,132 med undanvindssegel, 1,101 utan. 321:an fanns att få i två varianter 'Nordic continent' resp. 'Nordic lux' med respektive utan 'Captains cabin' vilket i detta fallet innebar en dörr till den aktre kojen. Vidare har 321:an ett djupt stuvfack i sittbrunn på babordssidan och därmed ingen koj på den sidan. Den sista varvsbyggda 321:an med skrovnummer 177 lämnade Henån 1993, varvid en serie på cirka 400 byggda båtar var över.

- Forgus 35 var baserad på en 31:a, breddad och förlängd med 3 fot akterut och fick därför det utrymme som saknats av många 31-ägare. Sittbrunnen är stor som hos dåtida 40-fotare, köket blev rymligare och utrymmena separerades bättre, då 35:an inuti inte var öppen akterut på samma sätt som 31:an. Båten har en svagt negativ, nästan vertikal,  akterspegel, i övrigt är båtarna mycket lika varandra. Längden är 10,4 meter, vilket närmast är 34 fot och bredden ca 3,40 m. Djupet är ca 1,85 m. Deplacementet sattes till 5,8 ton, men de väger troligen betydligt mer. Cirka 26 eller 28 båtar skall ha byggts, i tre versioner. Version 1 har toalett akterut på babordssidan mellan navigationsplats och akterruff och framåtvänt L-format kök på styrbordssidan, samt dubbla dörröppningar in till akterruffen (styrbords fullhög, babords låg), medan version 2 fick toalettutrymmet mellan förpik och salong. Vad man då vann var att inte ha masten ner mitt i salongsbordet. Köket blev nu aktervänt, varför ingången till akterruffen hamnade på babordssidan. Den tredje varianten kallas Ocean Special och byggdes i två exemplar. Dessa har valdäck med endast en liten överbyggnad akter om masten, samt mindre sittbrunn och även inredningen skiljer sig från version 1 och 2. De gånger man kunnat se ett LYS-tal har detta varit 1,15. Konstruktör Hugo Samuelsson ur Lars Hedbergs Forgus 31.

- Forgus 36 och 361. 36:an är i grund och botten en 35:a, men förlängd med 4 decimeter och med negativ akter och minskad så kallad tumble home. Båten fick mittsittbrunn (centercockpit) och en lyxigare akterruff, typ owner's cabin, med ingång via korridor under babords skarndäck, akter om det babordsmonterade, L-formade, framåtvända köket. Till det yttre är den med sin fasta vindruta lik motsvarande motsvarande modeller från bland annat Hallberg-Rassy. Måtten är 10,8 * 3,4 meter, vikt 7 ton varav kölen väger 3100 kg och LYS-tal 1,16, från år 2013 har den SRS-tal 1,191 med undanvindssegel. 36:an uppgraderades senare till '361', totalt byggdes cirka 80 stycken 36 och 361'or mellan 1984 och 1993.

- Forgus 37. 1995 presenterades den en fot längre Forgus 37 (11,20 m x 3,48 m) baserad på samma skrov som 36:an, men med urholkad akterspegel. Forgus 37 byggdes fram till 2005. Kölen är antingen en djupare fena på 1,95 m djup, eller en grundare vingköl på 1,54 m djup. 2010 har byggnationen av 37:an återupptagits. Konstruktör Hugo Samuelsson.

- Forgus 38 DS är en 37:a med däckssalong och positiv akterspegel. 3 stycken 38'or har byggts. Konstruktör Hugo Samuelsson.

- Forgus 39 havskryssare var en one-off racer för 70-talets entonnarklass. Den har tillverkningsnummer 777 och byggdes 1975 och konstruerades av Lars Hedberg tillsammans med Holger Formgren. De yttre måtten är 12,00 * 3,65 meter, vikt cirka 9 ton med fen köl på 2,10 m djup. Båten har burit namnet Sawadi Song sedan den startade kappsegla samt omnämns i text med bild i PÅ KRYSS och TILL RORS i ett av vårnumren 1975. Sawadi Song seglade Gotland runt, Skaw Race och Admirals' Cup[1].

- Forgus 42. Ett norskbeställt, avancerat bygge med mycket kevlar, ritat av norrmannen Birger Kullmann. Beställaren ansåg sig ha rättigheterna till konstruktionen då en tvist uppstod, varför varvet inte längre producerar denna.

- Forgus 44 har den mer klassiska överbyggnaden med fast vindruta i samma stil som 36:an och 37:an

- Forgus 45, är en 44 med positiv akter och längre akterdäck. Troligen byggd i ett enda exemplar. Är 48 fot lång (14,60 m), 4,23 m bred och 2,05 m djup. Deplacement 14,5 ton. Ritad av Leif Ängermark.

- Forgus 46 är inte som man skulle kunna förmoda en förlängd 44:a, utan varvet har bara tricksat lite med längdbeteckningen. För en ägare var det väldigt viktigt att ha längst båt, då fick han en hög fot-siffra, fast 46:an egentligen är identisk med 44:an.

- Forgus 52 är en däckssalongbåt med center cockpit, byggd i 4 eller 5 exemplar. Konstruktör Hugo Samuelsson.